# ثورة أرجوانية

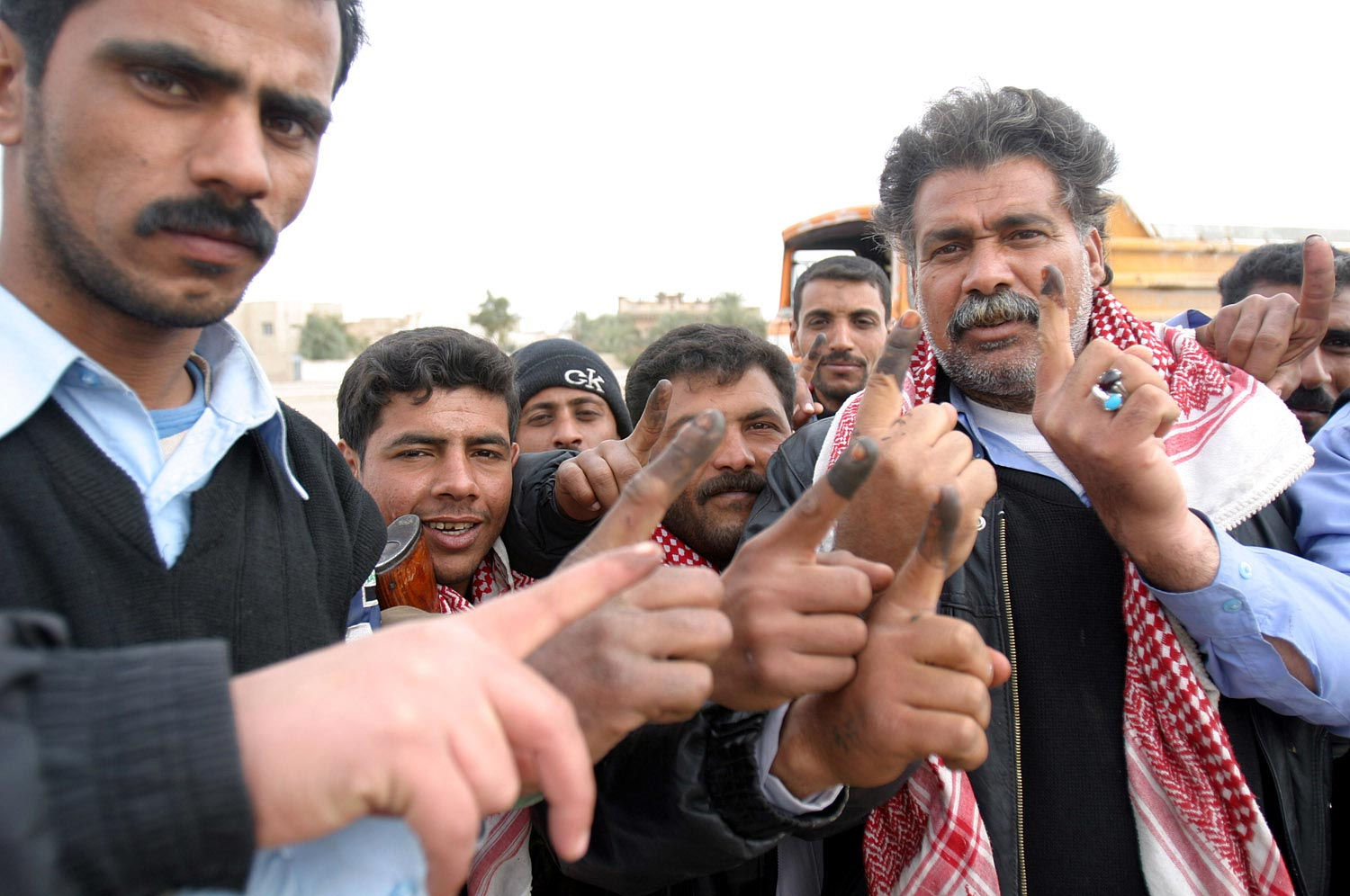
ضباط شرطة عراقيون يرفعون أصابع السبابة الملطخة بالحبر الأرجواني الذي لا يمحى، وهو إجراء أمني لمنع تكرار التصويت.

الثورة الأرجوانية هو مصطلح أطلقه البعض على نهاية حكم صدام حسين في العراق وبداية تمتع الدولة بالديمقراطية. وهذا الاسم يتبع اتجاه الثورات الملونة للحركات الثورية الديمقراطية في الدول الاستبدادية، ومن أمثلة ذلك ثورة الزهور في جورجيا والثورة البرتقالية في أوكرانيا، وثورة الأرز في لبنان. وفي هذا السياق، يشير اللون «الأرجواني» إلى لون الحبر الذي كان يلطخ أصابع السبابة للناخبين للمرة الأولى في الانتخابات التشريعية العراقية عام 2005 (كان الهدف من الحبر شبه الدائم منع تكرار التصويت بشكل مخادع).
وقد ظهر هذا الأمر بعد فترة وجيزة من انتخابات يناير عام 2005 في المدونات المتنوعة والمقالات التحريرية المختلفة للأفراد الذين كانوا يدعمون غزو الولايات المتحدة للعراق. وقد انتشر استخدام هذا المصطلح انتشار النار في الهشيم أثناء زيارة الرئيس الأمريكي جورج دابليو بوش في الرابع والعشرين من فبراير، عام 2005 إلى براتيسلافا في الجمهورية السلوفاكية لحضور قمة مع الرئيس الروسي فلاديمير بوتين. وقد قال بوش: «في العصور الحديثة، شهدنا أحداثًا عظيمة في تاريخ التحرر: فهناك ثورة الورود في جورجيا والثورة البرتقالية في أوكرانيا، والآن، الثورة الأرجوانية في العراق.»
ورغم أن هذا المصطلح كان شائعًا بشكل كبير في الإعلام الأمريكي ذي الميول المتحفظة، لم يتم قبول المصطلح من قبل العراقيين أو أغلبية الأمريكيين.